# Zain al-Rafeea
Zain al-Rafeea, né le 10 octobre 2004 à Deraa, est un acteur syrien, réfugié au Liban de 2012 à 2018 .
Il débute dans Capharnaüm dans le rôle d'un garçon de 12 ans sans-papiers, vivant dans l’un des quartiers pauvres de Beyrouth. Le film est inspiré de son expérience en tant que réfugié non scolarisé vivant de petits boulots. Il reçoit le prix d'interprétation masculine au Festival international du film d'Antalya 2018. 
En 2018, il part vivre avec sa famille à Hammerfest, en Norvège, où celle-ci obtient l’asile politique,.

## Filmographie
- 2018 : Capharnaüm de Nadine Labaki : Zain
- 2021 : Les Éternels de Chloé Zhao : un villageois mésopotamien

## Distinctions
- Young Artist Awards 2019 : meilleure révélation pour Capharnaüm